# أغواطيم الجنوبية (تحناوت)
أغواطيم الجنوبية هي إحدى مشيخات المملكة المغربية، تتبع جغرافيا لإقليم الحوز وإداريًا لتحناوت. يقدر عدد سكانها بـ 5573 نسمة حسب الإحصاء الرسمي للسكان والسكنى لسنة 2004.